# صموئيل براون (سياسي نيوزلندي)
صموئيل براون (بالإنجليزية: Samuel Brown)‏ هو سياسي نيوزلندي، ولد في 1845، وتوفي في 14 أغسطس 1909.